# 赤沢望洋台
赤沢望洋台（あかざわぼうようだい）とは、静岡県伊東市赤沢にある温泉付き別荘地。

## 概要
赤沢地区の南西部の山中、「あかざわ恒陽台別荘地」の北西上方に造成されている温泉付き別荘地。総区画約800、総棟数約300、定住世帯数約40。
「熱海自然郷」「小松ケ原別荘地」「伊豆スカイライン別荘地」、そして南隣にある東伊豆町大川の「大川汐見崎」等と同じく、コマツ製作所系の不動産開発企業だった小松地所が開発した別荘地であり、1972年（昭和47年）に設立されたコマツゼネラルサービス（KGS）が、他の別荘地と共に管理業務を行ってきたが、2018年（平成30年）に新潟県の不動産企業・株式会社ひまわりに事業譲渡、株式会社エンゼルフォレストリゾートに商号変更した。

## 交通・アクセス
八幡野港付近（浮山温泉郷に差し掛かる前）の国道135号から西方（山側）へと分岐し、赤沢〜大川の山側にある別荘地群の前を通って、伊豆大川駅方面へと至る道路が、外部との出入り口となっている。両端に加えて、赤沢の集落からもこの道路へアクセスできる。
「あかざわ恒陽台別荘地」の南西外側から回り込むように山を上がって行き、別荘地へと至る。
伊豆急行線の伊豆高原駅までは約8km、車で約15分。別荘地専用の無料送迎バスが、伊豆高原駅との間で月木土日に2往復運行されている。